# Der gestiefelte Kater (1969)
Der gestiefelte Kater (jap. 長靴をはいた猫, Nagagutsu o Haita Neko) ist ein Anime-Film von Toei Animation aus dem Jahr 1969. Der Held des Films, Kater Pero, wurde nach dem Erfolg in Japan zum Maskottchen des Studios und blieb das bis heute.

## Handlung
Der Kater und Musketier Pero wurde zum Tode verurteilt, nachdem er sich geweigert hatte, eine Maus zu fressen. Auf der Flucht vor seinen drei ständigen Verfolgern – mit Degen bewaffnete Katzen – trifft er den Müllerssohn Pierre und freundet sich mit ihm an. Pierre ist von seinen beiden Brüdern aus dem Haus geworfen worden, die das Erbe des verstorbenen Vaters nur unter sich beide aufteilen wollen. Von nun an ziehen Pero und Pierre gemeinsam los. Als die beiden erfahren, dass der König des Reiches einen Gemahl für seine Tochter sucht, plant Pero, Pierre diese Position zu verschaffen und gibt ihn als den Grafen von Carabas aus. Obwohl sowohl der König als auch Prinzessin Rosa Gefallen am angeblichen Grafen finden, ist dieser mit den Lügengeschichten seines neuen Freundes nicht zufrieden, da er um seiner selbst willen von der Prinzessin geliebt werden will. Als Pierre dieser in einer romantischen Mondnacht alles gesteht, teilt Rosa ihm mit, dass es ihr egal sei, ob er ein Graf oder nur ein Müllersbursche ist. Kurz darauf wird sie allerdings von Luzifer, dem Fürsten der Unterwelt entführt, der es schon länger auf die Zuneigung Rosas abgesehen hat. Pero, Pierre und eine befreundete Mäusefamilie begeben sich auf den Weg zu Luzifers Schloss, um die Prinzessin zu befreien. Der gestiefelte Kater beschließt, eine List anzuwenden und den Teufel, der sich mit Hilfe seines magischen Schädels in jedes erdenkbare Tier verwandeln kann, dazu zu bringen, eine Maus zu werden. In dieser Gestalt wollen sie ihm den Schädel abnehmen und ihn bezwingen. Der Plan misslingt und Luzifer verwandelt sich in einen Drachen. Auf der Flucht geraten die Freunde sowie Peros drei Verfolger, die ihn nach wie vor gefangen nehmen oder dazu bringen wollen, doch noch eine Maus zu fressen, in die Falle. Luzifer, der inzwischen wieder seine wahre Gestalt angenommen hat, lässt Rosa von einem Balkon aus lachend dabei zuschauen, wie die Helden auf einer aufgehenden Klappbrücke dabei sind, zu Tode zu stürzen. Dabei fällt allerdings sein Schädel, der die Quelle seiner gesamten Macht darstellt, in die Tiefe. Pero und die anderen, die das Geschehen auf der Brücke überlebt haben, versuchen, vor Luzifer an den Schädel zu gelangen. Letztendlich gelingt es Pierre und Rosa, mit diesem auf die Spitze eines Turmes zu klettern, um ihn der aufgehenden Morgensonne entgegenzuhalten. Das würde das Ende des Schädels sowie des Teufels bedeuten. Luzifer, der weiß, dass er dies nicht mehr verhindern kann, zerstört den Turm mit einer Axt. Als dieser umkippt und dabei ist, mit Pierre und Rosa in die Tiefe zu stürzen, zerstören die ersten Sonnenstrahlen die Quelle Luzifers Macht, woraufhin der Höllenfürst vernichtet wird. Ein Schwarm weißer Tauben fängt das fallende Paar auf und rettet es somit. Pierre heiratet die Prinzessin und Pero zieht alleine weiter, denn seine Verfolger sind ihm bereits wieder auf den Fersen.

## Produktion und Veröffentlichung
Der Film entstand bei Studio Toei Animation unter der Regie von Kimio Yabuki. Das Drehbuch in Anlehnung an das Märchen von Charles Perrault schrieben Hisashi Inoue und Morihisa Yamamoto. Die künstlerische Leitung lag bei Isamu Tsuchida und Mataji Urata und die Animationsarbeiten wurden von Yasuji Mori geleitet. Als Produzent war Hiroshi Ōkawa verantwortlich. Als Schlüsselbildzeichner war der später erfolgreiche Regisseur Hayao Miyazaki beteiligt.
Der Anime kam am 18. März 1969 in die japanischen Kinos. In den USA wurde der Film in einer Reihe mit anderen Filmen Toeis seit 1969 bis in die 1980er Jahre hinein im Samstag-Morgen-Programm einiger Fernsehsender gezeigt und mehrfach auf Kaufmedien veröffentlicht. Außerdem entstanden Übersetzungen unter anderem ins Französische, Spanische, Italienische, Polnische, Russische und Schwedische. In Deutschland kam der Film als Der gestiefelte Kater in der DDR im Kino und im Fernsehen. In der BRD erschien er zunächst Revue Film mit gleichen Titel als Super-8-Format auf 17 m in schwarzweiß ohne Ton, auf 110 m in Farbe mit Ton oder auf 2 × 120 m in Farbe mit Ton. 1981 brachte Toppic Video den Anime unter dem Titel Perix der Kater und die 3 Mausketiere auf VHS-Kassette heraus. Ostalgica brachte den Film 2010 auf DVD heraus, sowohl mit der Synchronfassung der DEFA-Studios als auch mit der westdeutschen Fassung.

## Synchronisation
| Rolle           | Japanische Synchronsprecher (Seiyū) | Deutsche Synchronsprecher (BRD) | Deutsche Synchronsprecher (DDR) |
| --------------- | ----------------------------------- | ------------------------------- | ------------------------------- |
| Pero            | Susumu Ishikawa                     | Harry Wüstenhagen               | Karl Heinz Oppel                |
| Pierre          | Toshiko Fujita                      | Michael Pawlowski               | Ingolf Gorges                   |
| Prinzessin Rosa | Rumi Sakakibara                     | Susanne Tremper                 | Micaëla Kreißler                |
| Luzifer         | Asao Koike                          | Edgar Ott                       | Siegfried Kilian                |
| König           | Keaton Masuda                       | Eduard Wandrey                  |                                 |

## Musik
Die Musik von Der gestiefelte Kater wurde von Seiichirō Uno komponiert. Der Vorspann ist unterlegt mit dem Lied Nagagutsu o Haita Neko (長靴をはいた猫), gesungen von Susumu Ishikawa, Yoko Mizugaki, Vocal Shop und Trio Poan. Während des Films kommen folgende Lieder zum Einsatz:
- Hanare Rarenai Tomodachi (はなれられない友達) von Susumu Ishikawa und Toshiko Fujita
- Karaba-sama Banzai! (カラバさま万歳) von Vocal Shop und Trio Poan
- Nezumi-tachi no Kōshin (ネズミたちの行進) von Yoko Mizugaki und Vocal Shop
- Shiawase wa Doko Ni (幸せはどこに) von Rumi Sakakibara

## Manga
Eine farbige Manga-Fassung der Geschichte in 12 Kapiteln, gezeichnet von Hayao Miyazaki, erschien von Januar bis März 1969 in der Zeitung Tōkyō Shinbun. Sie diente zur Werbung für den Film. 1984 erschien eine Taschenbuchausgabe bei Tokuma Shoten.

## Fortsetzungen
Der gestiefelte Kater wurde von Toei mehrfach fortgesetzt. 1972 kam Nagagutsu Sanjūshi heraus. Der Film von Tomoharu Katsumata versetzt die Geschichte um Pero in den Wilden Westen. 1976 folgte Nagagutsu o Haita Neko 80 Nichikan Sekai Isshū von Hiroshi Shidara, das Kater Pero in Anlehnung an Reise um die Erde in 80 Tagen nach einer Wette um die Welt reisen lässt.

## Rezeption
Die Anime Encyclopedia nennt den Film eine „erfrischend freie“ Adaption des Märchens, die sowohl in Japan als auch international großen Erfolg hatte. Der Humor des Films stecke vor allem in den albernen Verwandlungen des Dämonenkönigs und dessen Slapstick-Einlagen. 2003 belegte der Anime Platz 58 auf einer Liste der 150 besten Animationsfilme und -serien, die vom Laputa Animation Festival durch Befragung von Animationskünstlern und -kritikern aufgestellt wurde.